# Niwka (półwysep)
Niwka – półwysep zlokalizowany w Polsce, oddzielający jezioro Wdzydze od jeziora Gołuń. Znajduje się na terenie Wdzydzkiego Parku Krajobrazowego.
Półwysep stanowi wydłużoną, końcową część większego półwyspu Zabrody i ma kształt ostrego stożka. W większości zalesiony, na końcu posiada niewielką polanę. Prowadzi przy nim szlak kajakowy, jest też punktem orientacyjnym dla żeglarzy wchodzących na jezioro Wdzydze.